# Semantica del modello stabile
Il modello stabile (stable model), o answer set, è un concetto utilizzato per definire una semantica dichiarativa nella programmazione logica con negazione. La nozione di modello stabile, introdotto da Gelfond e Lifschitz nel 1988, è alla base dell'answer set programming.

## Introduzione
Dato il seguente programma:
{\displaystyle p\ }
{\displaystyle r\leftarrow p,\ q}
{\displaystyle s\leftarrow p,\ {\hbox{not }}q.}
la query {\displaystyle p} avrà successo, in quanto il programma indica {\displaystyle p} come un fatto; la query {\displaystyle q} fallirà per negation by default, in quanto non occorre in nessuna parte sinistra delle regole del programma. Anche la query {\displaystyle r} fallirà, in quanto nel corpo della regola appare un atomo con valore negativo. Infine, la query {\displaystyle s} avrà successo, in quanto sia l'obiettivo {\displaystyle p} che {\displaystyle {\hbox{not }}q} sono positivi.
Quindi, l'interpretazione di default {\displaystyle I} dei quattro letterali sarà la seguente:
| {\displaystyle p} | {\displaystyle q} | {\displaystyle r} | {\displaystyle s} |
| T                 | F                 | F                 | T.                |

Se calcoliamo i valori di verità delle regole del programma mediante l'interpretazione di cui sopra, risulteranno tutti essere T. In altre parole, l'interpretazione {\displaystyle I} è un modello del programma.
Tuttavia, possono esistere altre interpretazioni, in generale non minimali, che rendono vere tutte le regole del programma. In questo caso:
| {\displaystyle p} | {\displaystyle q} | {\displaystyle r} | {\displaystyle s} |
| T                 | T                 | T                 | F.                |

Questa interpretazione, che chiamiamo {\displaystyle I'} è un modello non minimale del programma, in quanto di cardinalità maggiore rispetto a {\displaystyle I} (indicato come {\displaystyle I<I'}).

## Definizione
Sia {\displaystyle P} un programma costituito da regole espresse nella forma seguente:
{\displaystyle A\leftarrow B_{1},\dots ,B_{m},{\hbox{not }}C_{1},\dots ,{\hbox{not }}C_{n}}
dove {\displaystyle A,B_{1},\dots ,B_{m},C_{1},\dots ,C_{n}} sono atomi ground, ovvero non contenenti variabili. Se {\displaystyle P} non contiene negazioni ({\displaystyle n=0} in ogni regola del programma) allora, per definizione, l'unico modello stabile di {\displaystyle P} è il suo modello minimale.
Per estendere questa definizione al caso dei programmi con negazione, è necessario il concetto ausiliario di "riduzione", definito come segue.
Per ogni insieme {\displaystyle I} di atomi ground, una riduzione di {\displaystyle P} relativa a {\displaystyle I}—indicata con {\displaystyle P^{I}}—è l'insieme di regole senza la negazione ottenuto a partire da {\displaystyle P} rimuovendo:
- ogni regola che abbia {\displaystyle not\ C_{i}} nel suo corpo, se {\displaystyle C_{i}\in I};
- ogni letterale {\displaystyle not\ C_{j}} all'interno delle restanti regole se  {\displaystyle C_{j}\not \in I}.

Diciamo che {\displaystyle I} è un modello stabile (o answer set) di {\displaystyle P} se {\displaystyle I} è un modello stabile di {\displaystyle P^{I}}.
Dato che la riduzione non contiene negazioni, la definizione di modello stabile per quest'ultima è già stata data, per cui la definizione non è ricorsiva.
In generale, un programma può avere più answer set.

## Esempio
Per illustrare le definizioni di cui sopra, controlliamo che {\displaystyle I=\{p,s\}} è un modello stabile per il programma:
{\displaystyle p\ }
{\displaystyle r\leftarrow p,\ q}
{\displaystyle s\leftarrow p,\ {\hbox{not }}q.}
La riduzione di questo programma rispetto a {\displaystyle I} è:
{\displaystyle p\ }
{\displaystyle r\leftarrow p,\ q}
{\displaystyle s\leftarrow p.}
(dato che {\displaystyle q\not \in I}, la riduzione è ottenuta rimuovendo {\displaystyle {\hbox{not }}q\ } in tutte le regole che lo contengono)

Il modello stabile (ovvero, il modello minimale) della riduzione {\displaystyle P^{I}} è proprio {\displaystyle \{p,s\}}. Di conseguenza, {\displaystyle I=\{p,s\}} è un modello stabile per il programma.
Controllando gli altri 15 possibili insiemi contenenti gli atomi {\displaystyle p,\ q,\ r,\ s} si dimostra che il programma non ha altri modelli stabili.
Ad esempio, la riduzione relativa all'interpretazione {\displaystyle I'=\{p,q,r\}} è:
{\displaystyle p\ }
{\displaystyle r\leftarrow p,\ q.}
(dato che {\displaystyle q\in I'}, la riduzione è ottenuta rimuovendo dal programma tutte le regole contenenti {\displaystyle {\hbox{not }}q\ })

Il modello stabile (ovvero, il modello minimale) della riduzione {\displaystyle P^{I'}} è {\displaystyle \{p\}}, che è differente dall'interpretazione di partenza.